# Atriplex valdesii
Atriplex valdesii là loài thực vật có hoa thuộc họ Dền. Loài này được Flores Olv. mô tả khoa học đầu tiên năm 1994.